# Reinhardskirche

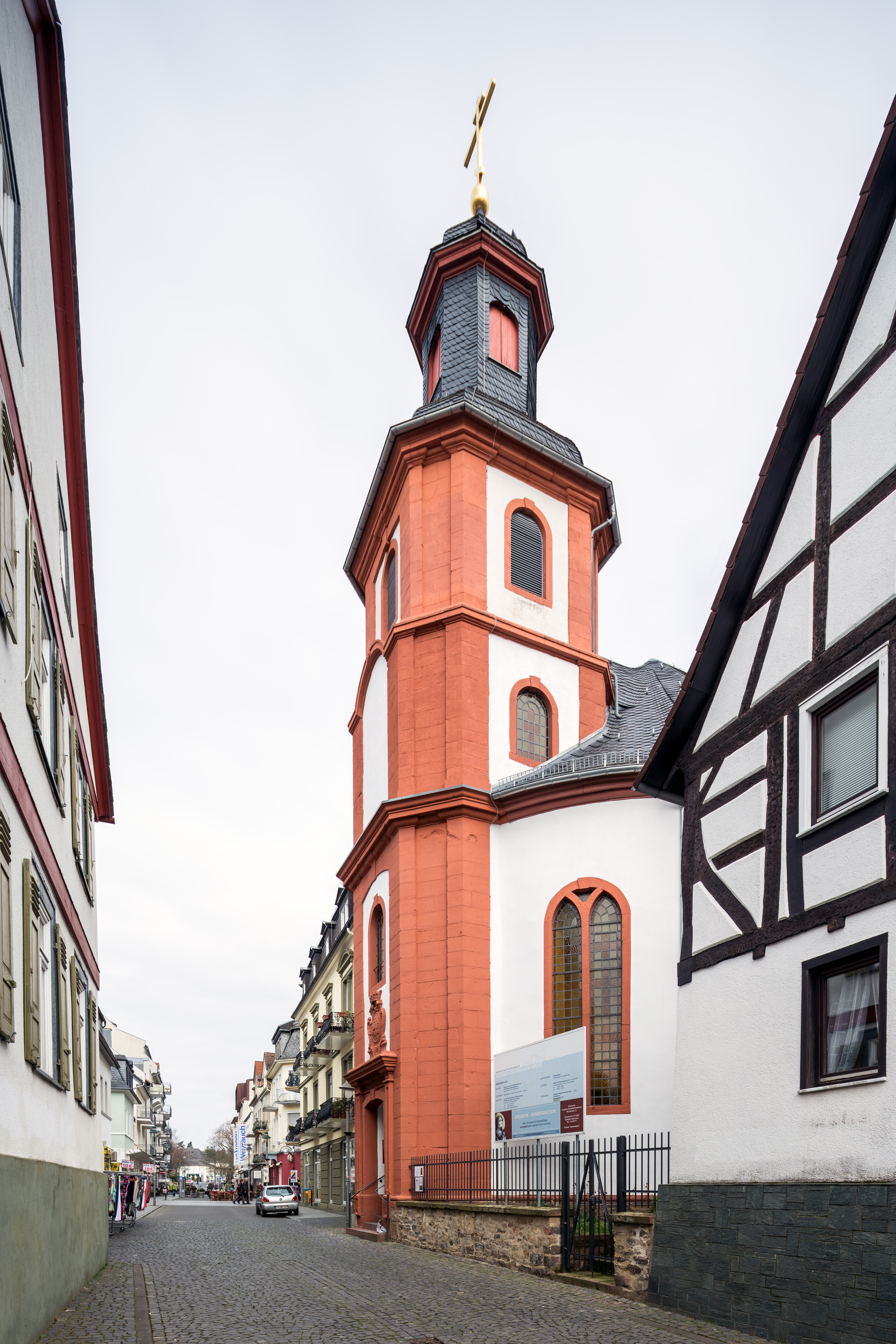
Reinhardskirche in Bad Nauheim

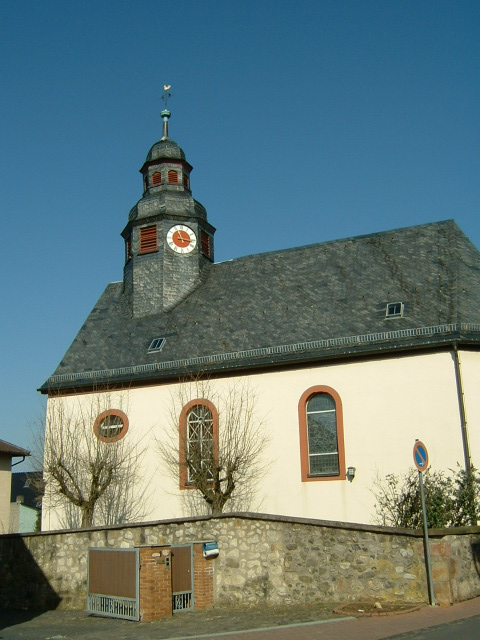
Pfarrkirche Burg-Gräfenrode

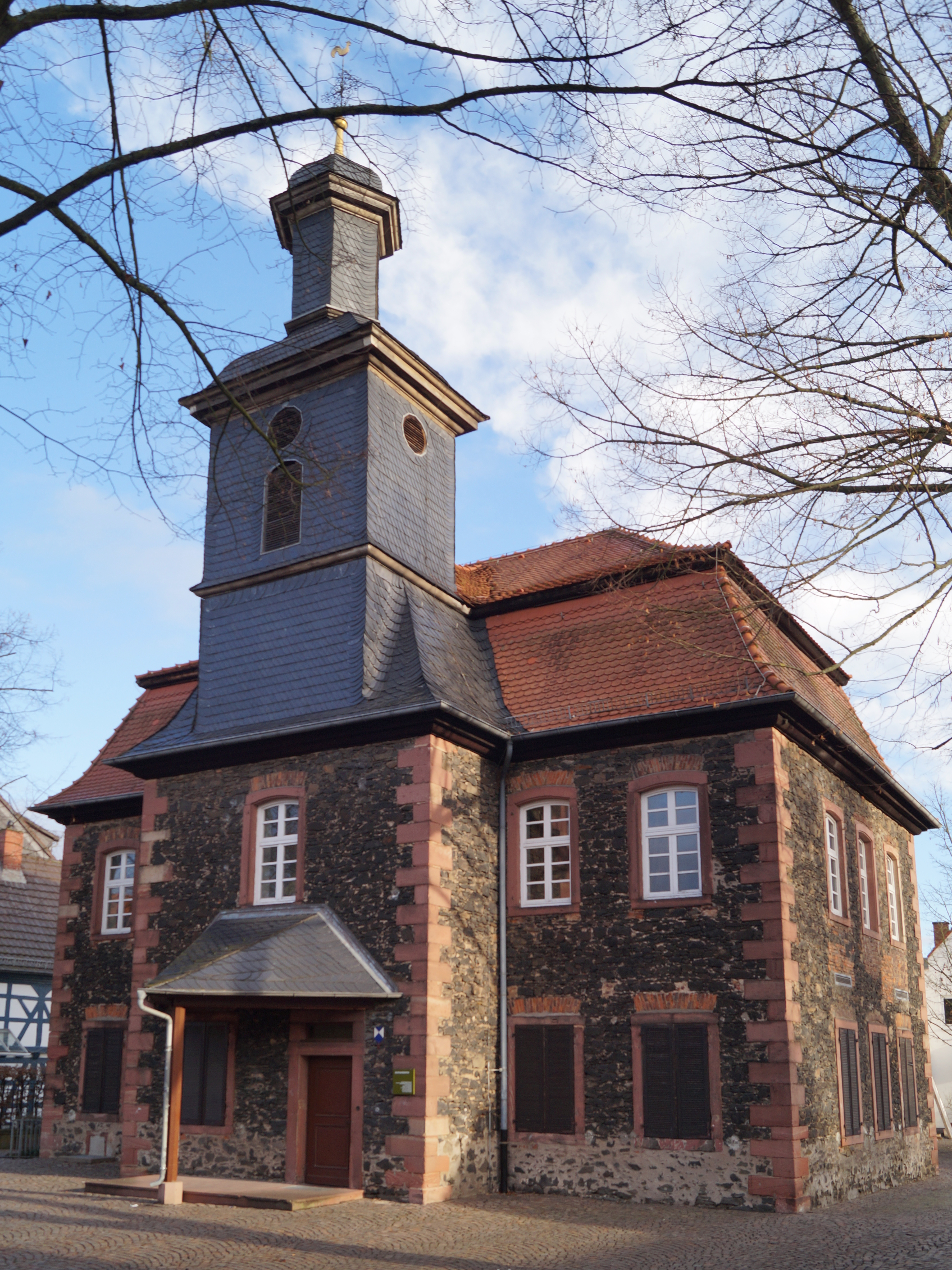
Reinhardskirche Hanau-Kesselstadt

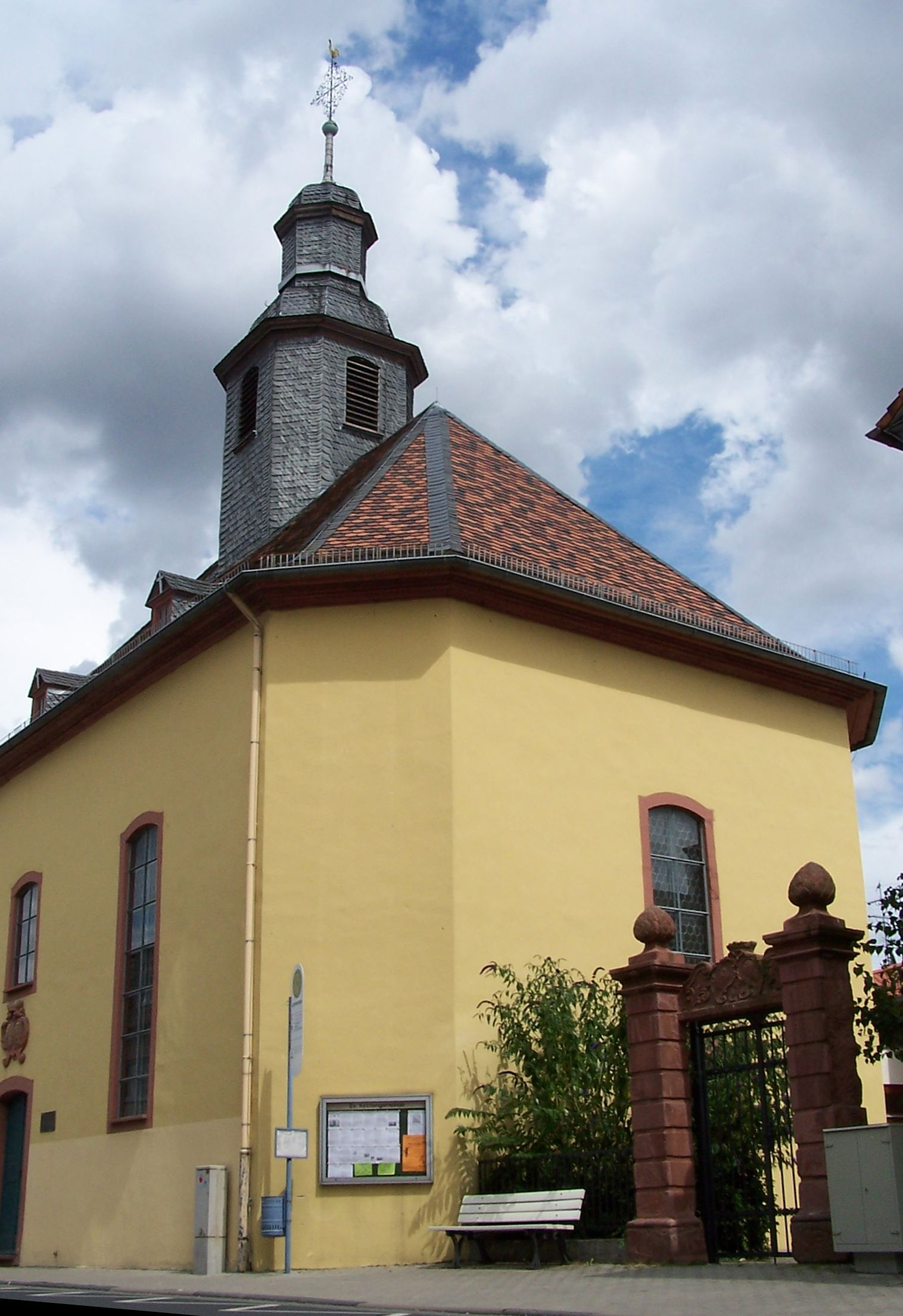
Pfarrkirche „Zur Himmelspforte“, Ober-Eschbach

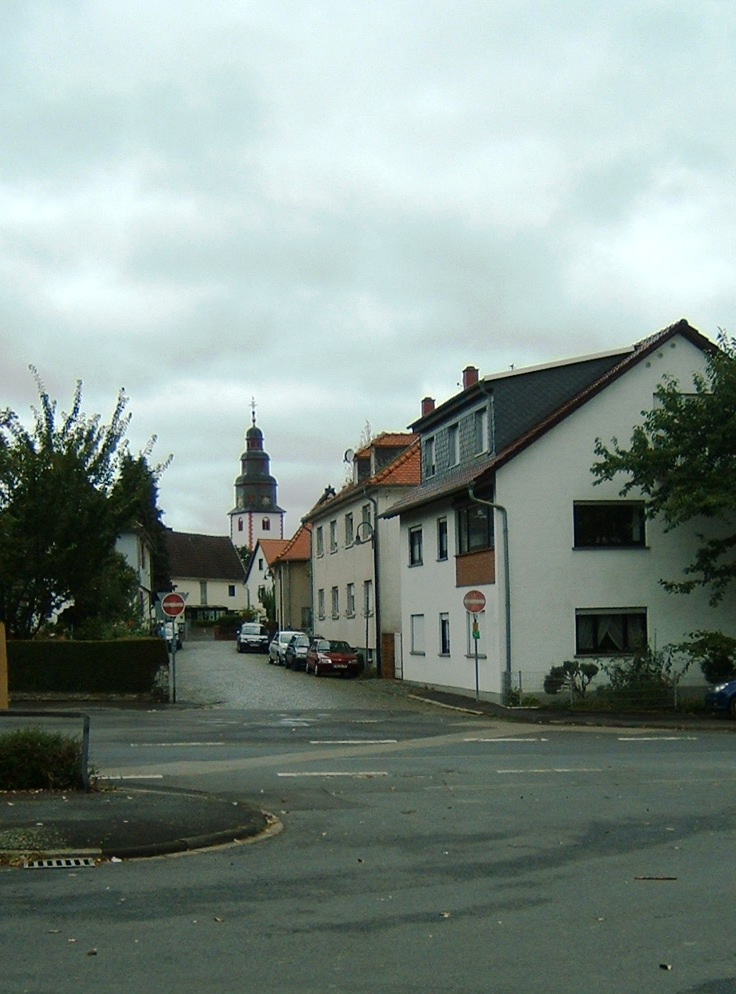
Rodheim

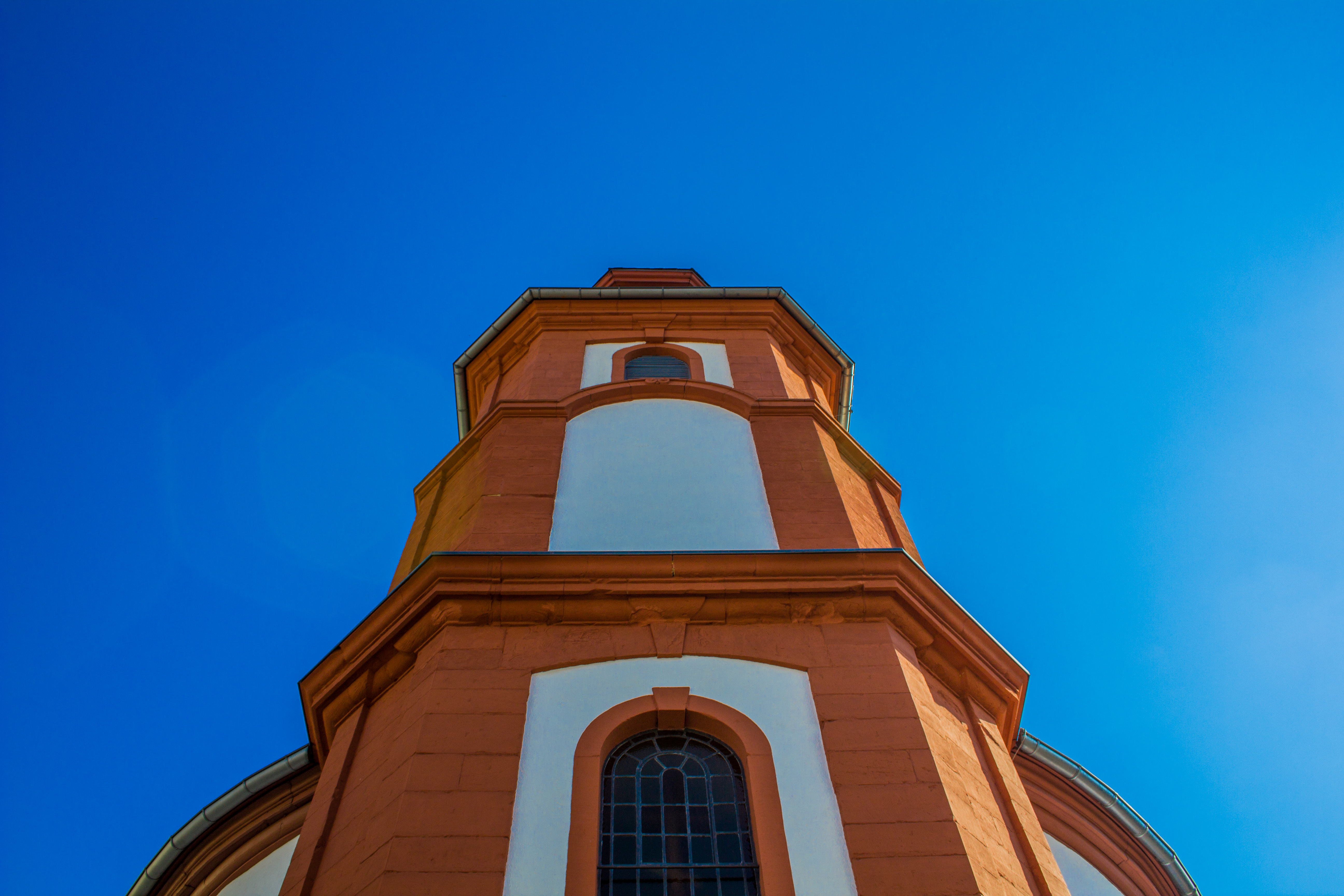
Turm der Rheinhardskirche in Bad Nauheim

Reinhardskirchen sind in der Grafschaft Hanau-Münzenberg des 17. und 18. Jahrhunderts errichtete lutherische Kirchengebäude.
Ihre Entstehung ist in der evangelischen Bikonfessionalität der Grafschaft Hanau-Münzenberg begründet. Diese bestand seit der Mitte des 17. Jahrhunderts. 

## Kirchenpolitische Voraussetzungen
Die Grafen der Linie Hanau-Münzenberg waren seit dem Ende des 16. Jahrhunderts reformiert. Gemäß dem Grundsatz des Jus reformandi war deshalb auch die gesamte Grafschaft reformierten Bekenntnisses. Am 12. Januar 1642 starb Graf Johann Ernst, der letzte männliche Vertreter der Linie Hanau-Münzenberg. Nächster männlicher Verwandter war der lutherische Graf Friedrich Casimir von Hanau-Lichtenberg. Dessen Regierungsantritt war problembehaftet. Um sich die dafür erforderliche Unterstützung der reformierten, finanzkräftigen, bürgerlichen Führungsschicht der Residenzstadt Hanau zu sichern, blieb dem Vormund des Grafen, Freiherr Georg II. von Fleckenstein-Dagstuhl, nichts anderes übrig, als nach zehntägigen Verhandlungen die seitens der Bürgerschaft gestellten Forderungen zu gewähren. Vorrangig ging es dabei um die Garantie des konfessionellen, reformierten Status quo. Lutherischer Gottesdienst blieb zunächst auf die Kapelle des gräflichen Schlosses beschränkt.
Trotz dieser Zusicherung gegenüber der reformierten Bevölkerungsmehrheit verfolgte Friedrich Casimir eine expansive, pro-lutherische Politik. Schon bald bildeten sich lutherische Gemeinden in der Grafschaft, insbesondere durch lutherisches Hofpersonal und Spitzenbeamte. Auch gab es wohl – trotz calvinistischer Reformation – Reste lutherischer Bevölkerung, die für Gottesdienste das benachbarte lutherische „Ausland“ aufsuchten (Freie Stadt Frankfurt, Grafschaft Isenburg). Bereits 1658 konnte eine Lutherische Kirche in der Altstadt Hanau – mit erheblicher finanzieller Hilfe des lutherischen Auslands – errichtet werden. Das führte zunächst zu Konflikten zwischen dem eingesessenen, reformierten Establishment und den Lutheranern. So kam es 1670 zum so genannten Religionshauptrezeß. Dieser schrieb die Gleichberechtigung der beiden evangelischen Konfessionen fest und gab jeder eine eigene Kirchenverwaltung. Der Konflikt beruhigte sich in einem Zeitraum von mehr als 50 Jahren. In der Grafschaft Hanau-Münzenberg existierten von nun an zwei selbständige Landeskirchen. Jede unterhielt ihre eigenen Einrichtungen, wie Konsistorium, Kirchengebäude, Personal, Friedhöfe und Schulen. Das Abkommen von 1670 wurde für 150 Jahre zu einer dauerhaften und festen Grundlage des Bikonfessionalismus in der Grafschaft.

## Bau der Kirchen
Unter der Regierung der Grafen Philipp Reinhard (1680–1712) und Johann Reinhard III. (1712–1736) – die wirtschaftliche Depression in der Folge des Dreißigjährigen Krieges war überwunden – bauten die lutherischen Gemeinden in der ganzen Grafschaft eigene Kirchen und Schulen. In diesen Orten gab es nun jeweils eine „Reformierte Kirche“ und eine „Lutherische Kirche“. 
Lutherische Kirchengebäude entstanden in 
- Altenhaßlau (heute: Linsengericht). 1724–1725/26 umgebaut aus einem gräflichen Jagdzeughaus. Als Kirche aufgegeben 1961, heute: Jugendzentrum.[1]
- Nauheim, heute: Bad Nauheim. 1731–1733[2]. Aufgegeben mit der Hanauer Union. Heute: Russisch-orthodoxe Kirche.[3]
- Bergheim, Evangelische Kirche. 1723-1725. Weiter als Kirche genutzt.[4]
- Berkersheim, 1690, Neubau 1767.[5]
- Bieber, heute: Biebergemünd, Untere Kirche. 1736. 1766–1767 durch Neubau ersetzt, dieser weiter als Kirche genutzt.[6]
- Bleichenbach, Evangelische Kirche. 1728–1729. Ersetzte Vorgängerbau von 1696. Weiter als Kirche genutzt.[7]
- Bockenheim, 1789. Hier wurde die 1768 errichtete reformierte Kirche gekauft und umgebaut.[8]
- Bruchköbel, Johanneskirche. 1717–1718. 1822 aufgegeben, 1845 verkauft, Wohnhaus.[9]
- Burg-Gräfenrode. 1726–1727. Ersetzte einen mittelalterlichen Vorgängerbau, weiter als Kirche genutzt.[10]
- Dörnigheim, 1750?[11]
- Eichen, heute: Nidderau. 1712–1714. Aufgegeben mit der Hanauer Union. 1824 verkauft, Rathaus, heute: Wohnhaus.[12]
- Gelnhaar, Michaeliskirche. 1728–1729. Ersetzte eine Kirche, die sich in einem umgebauten Wohnhaus befand, heute noch als Kirche genutzt.[13]
- Fechenheim, 1680, Neubau 1770.[14]
- Ginnheim, heute: Frankfurt-Ginnheim, 1698/1700: Alte Bethlehemkirche[15]
- Gronau, heute: Bad Vilbel. 1718–1719. Ersetzte älteres Kirchengebäude, weiter als Kirche genutzt.[16]
- Hochstadt, 1686.[17]
- Kesselstadt, 1729–1734. Aufgegeben mit der Hanauer Union. Zunächst Schul- und Rathaus, heute: Stadtteilzentrum.[18]
- Ober-Eschbach, heute: Bad Homburg vor der Höhe, Evangelische Pfarrkirche „Zur Himmelspforte“. 1728–1731. Weiter als Kirche genutzt.[19]
- Ostheim, heute: Nidderau. 1726(?)-1734[20]: vermutlich Umbau aus einem Wohnhaus oder einer Scheune. Aufgegeben.[21]
- Rodheim, Reinhardskirche. 1731–1735/38.[22] Ersetzte einen Vorgängerbau von 1676; 1901 abgebrannt, wieder aufgebaut, als Kirche genutzt.[23]
- Rüdigheim, 1697.[24] Nach der Fusion der evangelischen Gemeinden in der Hanauer Union abgebrochen.
- Schwalheim, 1701.[25]
- Steinau an der Straße, Reinhardskirche. 1724/25–1731. Nach Unterbrechung heute wieder als Kirche genutzt.[26]
- Weichersbach, 1776 durch Umbau eines herrschaftlichen Schäferhauses.[27]
- Windecken, Reinhardskirche. Sie entstand 1719–1722, wurde nach der Hanauer Union aufgegeben und 1833 auf Abbruch verkauft[28] und im darauf folgenden Jahr abgebrochen.[29] Vorgänger war ein Gottesdienstraum, wohl in einem Privathaus, der 1676 eingeweiht worden war.[30]

## Hanauer Union
Todesstoß dieser Bikonfessionalität war die durch die napoleonischen Kriege ausgelöste wirtschaftliche und finanzielle Krise. Nach den napoleonischen Kriegen rechtfertigte der weitgehend geschwundene Gegensatz zwischen Reformierten und Lutheranern in einer solch relativ kleinen Einheit wie die Grafschaft Hanau-Münzenberg die kirchliche Doppelstruktur nicht mehr. So kam es im Jahr 1818 zur Hanauer Union der beiden protestantischen Kirchen. 
Eine praktische Konsequenz der Union war, dass die bis dahin konfessionelle Bezeichnung der Kirchengebäude geändert werden musste. Dafür wählte man in der Regel die Namen verstorbener Dynasten. Die Hauptkirche in der Altstadt von Hanau, nachreformatorisch die Hochdeutsch reformierte Kirche, erhielt den Namen Marienkirche nach Landgräfin Maria von Hessen-Kassel. Die ehemals lutherische Kirche in Hanau erhielt die Bezeichnung Johanneskirche nach dem Kurfürsten Johann Georg I. von Sachsen, der einst deren Grundstein gelegt hatte. In zahlreichen Orten der Grafschaft Hanau wurden die ehemals lutherischen Kirchen, die unter den Grafen Philipp Reinhard und Johann Reinhard III. gebaut worden waren, jetzt nach ihnen benannt: „Reinhardskirchen“.
Die generalisierende Benennung als Reinhardskirche kam zu Beginn des 19. Jahrhunderts auf und wurde auch nicht für alle entsprechenden Kirchen angewandt, so dass einige auch eine andere Bezeichnung tragen.
Folgende Kirchen wurden nach der Hanauer Union explizit als Reinhardskirchen bezeichnet:
- Reinhardskirche (Altenhaßlau) in Linsengericht
- Reinhardskirche (Bad Nauheim)
- Reinhardskirche (Hanau-)Kesselstadt
- Reinhardskirche Rodheim in Rodheim (Rosbach vor der Höhe)
- Reinhardskirche Steinau
- Reinhardskirche (Windecken) (zerstört)